# Pióker Ignác
Pióker Ignác (Temesrékas, 1907. január 11. – Budapest, 1988. november 1.) Kossuth-díjas (1951) lakatosgyalus, országgyűlési képviselő, sztahanovista.

## Életpályája
Apja háromholdas földműves volt, édesanyja Tombácz Katalin szegedi volt. 15 gyermekük volt, közülük Ignác volt a tizedik. Temesváron éltek, 1928-ban átszökött Magyarországra. Az újpesti Egyesült Izzóban az Újpesti Torna Egylet révén, ahol  váltófutó volt. Kezdetben szenet lapátolt, és csak később került a gyalupadhoz, lakatos végzettségével. Cservenák András keze alá került, és hamarosan minőségi munkájáért kiemelt órabérben részesítették. 1945-ben belépett a Magyar Kommunista Pártba.
1947-ben egy új, Schaerer SE 400 típusú gyorsgyalugéphez helyezték, és Pióker az esztergályosoknál már bevált gyorsvágást alkalmazva 1949. december 21-én 1470%-os országos csúcsot ért el.
Pióker 1951. március 15-én megkapta a Kossuth-díj ezüst fokozatát. Az indoklás szerint „három év óta selejtmentesen dolgozik, többszörös újító, egyik újításával egy munkadarab megmunkálási idejét 200 percről 74 percre csökkentette, jelenleg [1951-ben] 290 százalékot teljesít; vállalta, hogy 1952-es tervét folyó évi 1951. július hó 15-ig befejezi”.
1951 május 1-jén Moszkvában, a Vörös téri díszemelvény bal oldalán foglalhatott helyet. 1951. november 30-án – elsőként az országban – befejezte ötéves tervét, amiért megkapta a Magyar Népköztársasági Érdemrend V. fokozatát. 1953 októberében megkapta a Szocialista Munka Hőse kitüntetést, amivel együtt járt a legmagasabb állami kitüntetés is.
Több találmány fűződik a nevéhez, ezek közül kiemelkedik az 1956-ban Móréh Mihállyal benyújtott „Másolóberendezés szerszámgépekhez”.  Ez egy gyalura, esztergára, marógépre fölszerelhető másolóberendezés volt, mellyel két évvel később, 1958-ban aranyérmet nyertek Brüsszelben, a világkiállításon.
A Népszava 1958. március 27-i cikkében kiemelték – Pióker szavainak tulajdonítva –, hogy „én úgy látom, hogy a munkában a legfontosabb dolog: a társadalmi tulajdon védelme és gyarapítása. […] És a munkaversenynek mindenekelőtt ezt a célt kell szolgálnia.”
1953-tól 1985-ig országgyűlési képviselő volt. 1975-től az Elnöki Tanács tagja volt.

## Kitüntetései
A Népköztársaság Elnöki Tanácsa által részére adományozott állami elismerések az 1989-ben érvényes viselési sorrendnek megfelelően, zárójelben az adományozás évével.
- Szocialista Munka Hőse (1953)[8]
- Magyar Népköztársaság Érdemrendje (1953)[9]
- Munka Vörös Zászló Érdemrend (1977)[10]
- Április Negyedike Érdemrend (1985)[11]
- Munka Érdemrend arany fokozata (1968)[12]
- Magyar Népköztársasági Érdemrend V. fokozata (1951)[5]
- Magyar Munka Érdemrend bronz fokozata (1950)[13]
- Munka Érdemérem (1959)[14]
- Felszabadulási Jubileumi Emlékérem (1970)[9]

A Minisztertanács által adományozott állami elismerése:
- Kossuth-díj II. (ezüst) fokozata (1951)[4]

További kitüntető címei:
- Magyar Élmunkás (1950)
- okleveles és többszörös, jelvényes Sztahanovista (1950-?)
- Szakma Legjobb Dolgozója (1950)
- Kiváló Feltaláló arany fokozat
- Kiváló Feltaláló ezüst fokozat
- többszörös Szakma Kiváló Dolgozója (gépipar)
- Gépipar Kiváló Dolgozója
- többszörös Kiváló Dolgozó
- „Szakszervezetért” elismerő jelvény